# Parajulus olmecus
Parajulus olmecus är en mångfotingart som beskrevs av Jean-Henri Humbert och Henri Saussure 1869. Parajulus olmecus ingår i släktet Parajulus och familjen Parajulidae. Inga underarter finns listade i Catalogue of Life.